# Jefferson Lerma
Jefferson Andrés Lerma Solís (El Cerrito, 25 de outubro de 1994) é um futebolista colombiano que atua como meio-campo. Atualmente está no Crystal Palace.

## Títulos
Levante
- Liga Adelante: 2016–17,

Crystal Palace
- Copa da Inglaterra: 2024–25
- Supercopa da Inglaterra: 2025[2]